# الاعتراف القانوني بالعلاقات المثلية في أقاليم ما وراء البحار البريطانية
من بين أقاليم ما وراء البحار البريطانية ال14، تعترف 9 منها بزواج المثليين وتعقده، وهي: أكروتيري ودكليا، برمودا، والمقاطعة البريطانية بالقارة القطبية الجنوبية، وإقليم المحيط الهندي البريطاني، جزر فوكلاند، جبل طارق، وجزر بيتكيرن، سانت هيلينا وأسينشين وتريستان دا كونا وجورجيا الجنوبية وجزر ساندويتش الجنوبية. في مناطق القاعدة السيادية في أكروتيري ودكليا، يمكن للأفراد العسكريين والمدنيين البريطانيين فقط الدخول في زواج المثليين والشراكات المدنية.
لا يوجد لدى الأقاليم الكاريبية الخمسة اعتراف قانوني بالعلاقات المثلية. ويوجد حظر دستوري على زواج المثليين في ثلاثة منها، إذ تحد دساتيرها حق الزواج إلى الأزواج المغايرة فقط. إلا أن جزر كايمان تعترف بزواج المثليين الأجنبي لأغراض الهجرة.

## الاعتراف حسب الإقليم
| العلم         | الاسم                                        | الموقع                                | ملاحظات |  |
| ------------- | -------------------------------------------- | ------------------------------------- | --- |  |
| زواج المثليين |                                              |                                       | |  |
|               | أكروتيري ودكليا                              | قبرص، البحر الأبيض المتوسط            | أصبح زواج المثليين قانونيا في مناطق القاعدة السيادية للأفراد العسكريين البريطانيين فقط منذ 3 يونيو 2014. تم إجراء أول زواج من نفس الجنس في دكليا في 10 سبتمبر 2016. كما تم السماح بالشراكات المدنية للأفراد العسكريين والمدنيين منذ 7 ديسمبر 2005. |  |
|               | برمودا                                       | شمال المحيط الأطلسي                   | أصدرت المحكمة العليا في برمودا في 5 أيار/مايو 2017 حكماً لصالح زواج المثليين. سمح الحكم للعديد من الأزواج المثليين بالزواج في برمودا خلال الأشهر التالية. ولكن، أصدرت الجمعية التشريعية في برمودا قانون الشراكة المنزلية في 17 ديسمبر 2017 ليحل محل زواج المثليين. حصل القانون على الموافقة الملكية في 7 فبراير 2018، ودخل حيز التنفيذ في 1 يونيو 2018.. في 6 يونيو 2018، وردا على تحديين قضائيين رفعهما نشطاء في حقوق المثليين، ألغت المحكمة العليا أجزاء قانون الشراكة المنزلية التي تحظر زواج المثليين، ولكن القرار بقي في انتظار الاستئناف، الذي خسرته الحكومة في 23 نوفمبر 2018، وقد مُنحت الحكومة 21 يومًا لتقديم الاستئناف النهائي للمجلس الخاص للمملكة المتحدة. |  |
|               | المقاطعة البريطانية بالقارة القطبية الجنوبية | القارة القطبية الجنوبية               | أعلن المفوض بيتر هايز في 13 أكتوبر/تشرين الأول 2016 مرسوماً يسمح بزواج المثليين وبدأ سريانه على الفور. |  |
|               | إقليم المحيط الهندي البريطاني                | المحيط الهندي                         | أصبح زواج المثليين قانونيًا في إقليم المحيط الهندي البريطاني منذ 3 يونيو 2014. وقد أقر المجلس الخاص للمملكة المتحدة في 28 أبريل 2014 قانونًا لتشريع زواج المثليين. |  |
|               | جزر فوكلاند                                  | جنوب المحيط الأطلسي                   | في 30 مارس 2017، وافقت الجمعية التشريعية لجزر فوكلاند على مشروع قانون يشرع زواج المثليين بتصويت 7 أصوات لصالحه مقابل صوت واحد ضده (7-1). دخل القانون حيز التنفيذ في 29 أبريل 2017. |  |
|               | جبل طارق                                     | شبه الجزيرة الإيبيرية، أوروبا القارية | في يناير 2014, تم نشر مشروع قانون الشراكة المدنية 2014 was published من أجل المشاورة العامة، ولأجل تقديمها في برلمان جبل طارق. في 21 مارس، تم قبول مشروع القانون في البرلمان دون أي معارضة تذكر. حصل مشروع القانون على الموافقة الملكية في 25 مارس، ودخل القانون والتعديلات على التشريعات الأخرى المتعلقة به حيز التنفيذ في 28 مارس. يسمح القانون أيضًا بتبني الأطفال من قبل الشركاء في شراكة مدنية، وفقًا لما هو منصوص عليه في حكم المحكمة لعام 2013. في 26 أكتوبر 2016، تمت الموافقة على "مشروع قانون تعديل الزواج المدني 2016" بالإجماع في برلمان جبل طارق، مما أدى إلى تشريع زواج المثليين. حصل مشروع القانون على الموافقة الملكية في 1 نوفمبر 2016، ودخل حيز التنفيذ في 15 ديسمبر 2016. |  |
|               | جزر بيتكيرن                                  | المحيط الهادي                         | أصبح زواج المثليين قانونيا في جزر بيتكيرن في 14 مايو 2015 بعد أن وافق المجلس التشريعي في جزر بيتكيرن على قرار بتشريع زواج المثليين وأقره بالاجماع في 1 أبريل 2015. |  |
|               | سانت هيلينا                                  | جنوب المحيط الأطلسي                   | زواج المثليين قانوني في جميع أنحاء الجزر الثلاثة تمت الموافقة على قانون زواج المثليين بالإجماع من قبل جميع الأعضاء الخمسة حينها في مجلس جزيرة أسينشين في 31 مايو 2016. وقع عليه الحاكم ونشر في الجريدة الرسمية في 20 يونيو. في 23 ديسمبر 2016، أصدر الحاكم أمرًا ببدء القانون في 1 يناير 2017. في 23 شباط/فبراير 2017 ، وبعد التشاور مع حاكم سانت هيلينا، وافق مجلس جزيرة تريستان دا كونا على إقرار قانون لتشريع زواج المثليين لاعتماده بشكل رسمي. دخل مرسوم تمديد قانون زواج المثليين الخاص بجزيرة أسينشين إلى جزيرة تريستان دا كونا حيز الانفيذ في 4 أغسطس 2017 بعد نشره في الجريدة الرسمية للحكومة في نفس اليوم. في يناير 2017، تقدم زوجان مثليان بطلب الزواج في سانت هيلينا. كان المسجل بصدد الحصول على مشورة قانونية حول كيفية المضي قدمًا (لم يكن قانون الزواج الحالي لعام 1851 واضحًا بشأن زواج المثليين) عندما قام عضوان من العامة بتقديم تحفظات (اعتراضات) على إشعار الزواج. في وقت لاحق، أحال المسجل القضية إلى رئيس القضاة لاتخاذ قرار. عقدت جلسة استماع أولية في المحكمة العليا لسانت هيلينا في 23 فبراير 2017. بدأ المجلس التشريعي المنتخب حديثًا مشاورات عامة حول إعادة تقديم مشروع قانون المساواة في الزواج لعام 2016 في أكتوبر 2017. في 19 ديسمبر 2017، وافق المجلس التشريعي على مشروع قانون زواج المثليين في تصويت 9 أصوات لصالحه مقابل صوتين ضده (9-2). قام الحاكم بتوقيع القانون في 20 ديسمبر 2017. |  |
|               | جزيرة أسينشين                                | جنوب المحيط الأطلسي                   | زواج المثليين قانوني في جميع أنحاء الجزر الثلاثة تمت الموافقة على قانون زواج المثليين بالإجماع من قبل جميع الأعضاء الخمسة حينها في مجلس جزيرة أسينشين في 31 مايو 2016. وقع عليه الحاكم ونشر في الجريدة الرسمية في 20 يونيو. في 23 ديسمبر 2016، أصدر الحاكم أمرًا ببدء القانون في 1 يناير 2017. في 23 شباط/فبراير 2017 ، وبعد التشاور مع حاكم سانت هيلينا، وافق مجلس جزيرة تريستان دا كونا على إقرار قانون لتشريع زواج المثليين لاعتماده بشكل رسمي. دخل مرسوم تمديد قانون زواج المثليين الخاص بجزيرة أسينشين إلى جزيرة تريستان دا كونا حيز الانفيذ في 4 أغسطس 2017 بعد نشره في الجريدة الرسمية للحكومة في نفس اليوم. في يناير 2017، تقدم زوجان مثليان بطلب الزواج في سانت هيلينا. كان المسجل بصدد الحصول على مشورة قانونية حول كيفية المضي قدمًا (لم يكن قانون الزواج الحالي لعام 1851 واضحًا بشأن زواج المثليين) عندما قام عضوان من العامة بتقديم تحفظات (اعتراضات) على إشعار الزواج. في وقت لاحق، أحال المسجل القضية إلى رئيس القضاة لاتخاذ قرار. عقدت جلسة استماع أولية في المحكمة العليا لسانت هيلينا في 23 فبراير 2017. بدأ المجلس التشريعي المنتخب حديثًا مشاورات عامة حول إعادة تقديم مشروع قانون المساواة في الزواج لعام 2016 في أكتوبر 2017. في 19 ديسمبر 2017، وافق المجلس التشريعي على مشروع قانون زواج المثليين في تصويت 9 أصوات لصالحه مقابل صوتين ضده (9-2). قام الحاكم بتوقيع القانون في 20 ديسمبر 2017. |  |
|               | تريستان دا كونا                              | جنوب المحيط الأطلسي                   | زواج المثليين قانوني في جميع أنحاء الجزر الثلاثة تمت الموافقة على قانون زواج المثليين بالإجماع من قبل جميع الأعضاء الخمسة حينها في مجلس جزيرة أسينشين في 31 مايو 2016. وقع عليه الحاكم ونشر في الجريدة الرسمية في 20 يونيو. في 23 ديسمبر 2016، أصدر الحاكم أمرًا ببدء القانون في 1 يناير 2017. في 23 شباط/فبراير 2017 ، وبعد التشاور مع حاكم سانت هيلينا، وافق مجلس جزيرة تريستان دا كونا على إقرار قانون لتشريع زواج المثليين لاعتماده بشكل رسمي. دخل مرسوم تمديد قانون زواج المثليين الخاص بجزيرة أسينشين إلى جزيرة تريستان دا كونا حيز الانفيذ في 4 أغسطس 2017 بعد نشره في الجريدة الرسمية للحكومة في نفس اليوم. في يناير 2017، تقدم زوجان مثليان بطلب الزواج في سانت هيلينا. كان المسجل بصدد الحصول على مشورة قانونية حول كيفية المضي قدمًا (لم يكن قانون الزواج الحالي لعام 1851 واضحًا بشأن زواج المثليين) عندما قام عضوان من العامة بتقديم تحفظات (اعتراضات) على إشعار الزواج. في وقت لاحق، أحال المسجل القضية إلى رئيس القضاة لاتخاذ قرار. عقدت جلسة استماع أولية في المحكمة العليا لسانت هيلينا في 23 فبراير 2017. بدأ المجلس التشريعي المنتخب حديثًا مشاورات عامة حول إعادة تقديم مشروع قانون المساواة في الزواج لعام 2016 في أكتوبر 2017. في 19 ديسمبر 2017، وافق المجلس التشريعي على مشروع قانون زواج المثليين في تصويت 9 أصوات لصالحه مقابل صوتين ضده (9-2). قام الحاكم بتوقيع القانون في 20 ديسمبر 2017. |  |
|               | جورجيا الجنوبية وجزر ساندويتش الجنوبية       | جنوب المحيط الأطلسي                   | أصبح زواج المثليين قانونيًا في الإقليم منذ عام 2014 |  |
| لا اعتراف     |                                              |                                       | |  |
|               | أنغويلا                                      | الكاريبي، شمال المحيط الأطلسي         | زواج المثليين غير قانوني في أنغويلا، ولكن يتم عقد بعض حفلات الإلتزام بين الشركاء المثليين في الجزيرة. |  |
|               | جزر العذراء البريطانية                       | الكاريبي، شمال المحيط الأطلسي         | زواج المثليين في جزر العذراء البريطانية غير قانوني بموجب قانون الجزر، ويوجد حظر دستوري مفروض عليه. يعتبر مجتمع جزر العذراء البريطانية مجتمعا متدينا للغاية، لم تحدث حتى الآن مناقشة تتعلق بتشريع زواج المثليين في مجلس النواب. وقد أشار قادة الكنيسة بالعداء تجاه إمكانية ذلك، واتخذ الزعماء السياسيون نهجًا غير متعاطف في العلن حيال ذلك. أكدت الحكومة البريطانية أنها لن تفرض الاعتراف بزواج المثليين في جزر العذراء البريطانية عن طريق "الأمر بالمجلس". مع ذلك، يحظر الدستور التمييز ضد الناس على أساس التوجه الجنسي. |  |
|               | جزر كايمان                                   | الكاريبي، شمال المحيط الأطلسي         | يشير الدستور الجديد، الذي تمت الموافقة عليه في يونيو/حزيران 2009، إلى أن الحكومة "ستحترم" حق كل رجل وامرأة غير متزوجين في سن الزواج كما هو محدد في القانون، أن يتزوجوا بحرية من شخص مغاير ويؤسسوا أسرة. غير أن الدستور لا يحدد مصطلح "الزواج" ولا يحظر صراحة زواج المثليين. في قرار أصدرته محكمة الاستئناف الخاصة بالهجرة في 7 يوليو 2016، أقرت المحكمة بالشرعية القانونية لزواج المثليين الأجنبي لغرض إضافة زوج مثلي لحامل تصريح العمل باعتباره المعتمد على هذا الأخير. |  |
|               | مونتسيرات                                    | الكاريبي، شمال المحيط الأطلسي         | زواج المثليين في مونتسيرات غير قانوني. ويوجد حظر دستوري عليه، إذ تنص المادة 10 (1) من الدستور على ما يلي: "بغض النظر عن أي شيء في المادة 16، يحق لكل رجل وامرأة في سن الزواج (كما هو محدد أو بموجب أي قانون) الزواج من شخص مغاير وتأسيس أسرة. |  |
|               | توركس وكايكوس                                | الكاريبي، شمال المحيط الأطلسي         | لا تعترف جزر توركس وكايكوس قانونيا بالعلاقات المثلية. ويوجد حظر دستوري على زواج المثليين، إذ تنص المادة 10 من الدستور على ما يلي: "لكل رجل وامرأة غير متزوجين في سن الزواج (كما هو محدد أو بموجب أي قانون) الحق في الزواج من شخص مغاير وتأسيس أسرة. |  |